# Даугавпилс (район)
Даугавпилс (на латвийски: Daugavpils rajons) е район в югоизточната част на Латвия. Административен център е град Даугавпилс. Населението на района е 43 791 души, а територията е 2525 km2. Районът граничи с Йекабпилс на северозапад, Литва на югозапад, Краслава на изток, Беларус на югоизток, Литва на юг и с Преили на север.

## Населени места
| - Амбели - Бикерниеки - Ваболе - Вецсалиена - Вишки - Демене - Дубна - Двиете - Еглаине - Илуксте - Калкуни - Калупе |  | - Луцесе - Ликсна - Малинова - Медуми - Науйене - Ницгале - Салиена - Скрудалиена - Субате - Свенте - Таборе |